# 青木珠菜
青木 珠菜（あおき じゅな、1999年6月25日 - ）は、日本の元女優、タレント。研音に所属していた。

## 略歴・人物
- 2010年、テレビ朝日『笑顔がごちそう ウチゴハン』の2代目子役オーディションに合格し、同年4月から長女役をつとめる。
- 2015年、横浜女学院中学校卒業後、神奈川県立鎌倉高等学校に進学。
- 2016年10月23日放送の『ワイドナショー』において、学業専念のため引退すると発表し芸能界を引退した。
- 2018年4月、早稲田大学教育学部に進学。ワセコレモデルを務める。
- 特技はそろばん。趣味はお絵描き、ピアノ。

## 出演

### 映画
- 真夏の方程式（2013年6月、監督：西谷弘） - 川畑成実（中学生時代） 役

### テレビドラマ
- ハガネの女（2010年5月21日 - 7月2日、テレビ朝日） - 江田そのみ 役
- ハガネの女 season2（2011年4月21日 - 6月16日、テレビ朝日） - 江田そのみ 役
- 幽かな彼女（2013年、関西テレビ） - 霧澤和泉（中学時代） 役
- 家族の裏事情（2013年10月25日 - 12月13日、フジテレビ） - 小山内愛美 役
- 緊急取調室 第6話（2014年2月20日、テレビ朝日） - 笙子 役
- 金曜ロードSHOW!特別ドラマ企画「さよならドビュッシー 〜ピアニスト探偵 岬洋介〜」（2016年3月18日、日本テレビ） - 君島由里 役

### バラエティ
- 笑顔がごちそう ウチゴハン（2010年4月4日 - 2012年3月18日、テレビ朝日） - 長女・じゅな 役
- ワイドナショー（2015年10月25日 - 2016年10月23日、フジテレビ） - ワイドナ高校生 ※不定期出演